# ブルドッグ (1992年の映画)
『ブルドッグ』（原題：ABOVE THE WAR）は、アメリカ合衆国の映画作品。

## キャスト
※括弧内は日本語吹き替え
- トップ - ロマーノ・クリストフ（大友龍三郎）
- コック - 倉田保昭（有本欽隆）
- アニマル - 小野進也（金尾哲夫）
- フィッシュ - ジェフ・グリフィス（仲野裕）
- キッド - マイケル・ウェルボーン（平田広明）
- 司令官ノム - スパンキー・マニカン（大滝進矢）
- 司令官チュウ - レオ・ガンボア（広瀬正志）
- オコナー将軍 - リチャード・ハリスン（塚田正昭）